# Lapte
Lapte és un municipi francès situat al departament de l'Alt Loira i a la regió d'Alvèrnia-Roine-Alps. L'any 2007 tenia 1.458 habitants.

## Demografia

### Població
El 2007 la població de fet de Lapte era de 1.458 persones. Hi havia 593 famílies de les quals 188 eren unipersonals (86 homes vivint sols i 102 dones vivint soles), 193 parelles sense fills, 196 parelles amb fills i 16 famílies monoparentals amb fills.
La població ha evolucionat segons el següent gràfic:
Habitants censats

### Habitatges
El 2007 hi havia 972 habitatges, 609 eren l'habitatge principal de la família, 272 eren segones residències i 91 estaven desocupats. 897 eren cases i 70 eren apartaments. Dels 609 habitatges principals, 477 estaven ocupats pels seus propietaris, 118 estaven llogats i ocupats pels llogaters i 15 estaven cedits a títol gratuït; 8 tenien una cambra, 37 en tenien dues, 107 en tenien tres, 189 en tenien quatre i 268 en tenien cinc o més. 430 habitatges disposaven pel capbaix d'una plaça de pàrquing. A 276 habitatges hi havia un automòbil i a 264 n'hi havia dos o més.

### Piràmide de població
La piràmide de població per edats i sexe el 2009 era:
| Homes | Edats   | Dones |
| ----- | ------- | ----- |
| 4     | 95 o +  | 4     |
| 8     | 90 a 94 | 12    |
| 0     | 85 a 89 | 8     |
| 8     | 80 a 84 | 16    |
| 32    | 75 a 79 | 32    |
| 20    | 70 a 74 | 24    |
| 44    | 65 a 69 | 36    |
| 52    | 60 a 64 | 36    |
| 16    | 55 a 59 | 28    |
| 64    | 50 a 54 | 52    |
| 52    | 45 a 49 | 48    |
| 40    | 40 a 44 | 28    |
| 28    | 35 a 39 | 36    |
| 60    | 30 a 34 | 44    |
| 40    | 25 a 29 | 24    |
| 16    | 20 a 24 | 28    |
| 48    | 15 a 19 | 20    |
| 24    | 10 a 14 | 40    |
| 32    | 5 a 9   | 40    |
| 44    | 0 a 4   | 40    |

## Economia
El 2007 la població en edat de treballar era de 877 persones, 613 eren actives i 264 eren inactives. De les 613 persones actives 567 estaven ocupades (343 homes i 224 dones) i 46 estaven aturades (15 homes i 31 dones). De les 264 persones inactives 126 estaven jubilades, 54 estaven estudiant i 84 estaven classificades com a «altres inactius».

### Ingressos
El 2009 a Lapte hi havia 643 unitats fiscals que integraven 1.570,5 persones, la mediana anual d'ingressos fiscals per persona era de 15.575 €.

### Activitats econòmiques
Dels 61 establiments que hi havia el 2007, 1 era d'una empresa extractiva, 1 d'una empresa alimentària, 7 d'empreses de fabricació d'altres productes industrials, 15 d'empreses de construcció, 5 d'empreses de comerç i reparació d'automòbils, 5 d'empreses de transport, 6 d'empreses d'hostatgeria i restauració, 2 d'empreses d'informació i comunicació, 7 d'empreses de serveis, 8 d'entitats de l'administració pública i 4 d'empreses classificades com a «altres activitats de serveis».
Dels 20 establiments de servei als particulars que hi havia el 2009, 1 era una oficina de correu, 2 tallers de reparació d'automòbils i de material agrícola, 2 paletes, 2 guixaires pintors, 5 fusteries, 3 lampisteries, 1 electricista, 2 perruqueries i 2 restaurants.
Dels 3 establiments comercials que hi havia el 2009, 1 era una botiga de menys de 120 m² i 2 fleques.
L'any 2000 a Lapte hi havia 71 explotacions agrícoles que ocupaven un total de 1.200 hectàrees.

## Equipaments sanitaris i escolars
El 2009 hi havia 2 escoles elementals.

## Poblacions més properes
El següent diagrama mostra les poblacions més properes.